# Гилберт, Томас
Томас Гилберт (англ. Thomas Gilbert) — британский капитан XVIII века.
Томас Гилберт был капитаном принадлежавшего Британской Ост-Индской компании судна «Шарлотта», которое входило в Первый флот, доставивший поселенцев в Австралию 26 января 1788 года. 6 мая 1788 года Томас Гилберт на «Шарлотте» и Джон Маршалл на «Скарборо» покинули Порт-Джексон и отправились в Китай, чтобы приобрести там чай в качестве груза для Европы.
17 июня 1788 года корабль Гилберта обнаружил неизвестный ранее остров (это был либо Аранука, либо Абемама). В последующие дни были обнаружены ещё два острова (Абаианг и Куриа), а 20 июня обнаружил крупный атолл (Тарава).
В честь капитана Томаса Гилберта открытые им острова получили название Острова Гилберта.